# Tzipi Hotovely
Tzipi Hotovely (in ebraico: צִיפִּי חוֹטוֹבֵלִי; Rehovot, 2 dicembre 1978) è una funzionaria e politica israeliana, dall'agosto 2020 ambasciatrice d'Israele nel Regno Unito.
In precedenza ha ricoperto varie cariche politiche tra il 2013 e il 2020 fra cui quelle di viceministro degli affari esteri, ministro degli affari della diaspora, ministro degli affari degli insediamenti ed è stata anche membro della Knesset per il partito Likud dal 2009 fino al 2020; da parlamentare ha presieduto il Comitato della Knesset sullo status delle donne.